# Traktat w Jaworowie
Traktat w Jaworowie – tajny traktat zawarty 11 czerwca 1675 przez króla Jana III Sobieskiego z Francją w Jaworowie.

## Postanowienia
Zawarty został między królem Polski i wielkim księciem litewskim Janem III Sobieskim a ambasadorem króla Francji Ludwika XIV. Dotyczył przystąpienia Rzeczypospolitej do wojny przeciwko Brandenburgii. Armia tego kraju walczyła nad Renem, wraz z wojskami cesarskimi, z Francją podczas jej zmagań z koalicją hiszpańsko-austriacko-lotaryńską. W zawartym układzie król Francji nie sprzeciwiał się odzyskaniu przez Rzeczpospolitą Prus Książęcych oraz zobowiązywał się do regularnych subsydiów od momentu przystąpienia Rzeczypospolitej do wojny.

## Przebieg
Jan III Sobieski już od początku panowania zamierzał dokonać radykalnego zwrotu w polityce zagranicznej. Chciał zakończyć wojnę z Turcją i w oparciu o sojusz z Ludwikiem XIV i Szwecją uderzyć na Brandenburgię. Według ustalonego planu Szwecja wraz z Polską miała zaatakować Prusy Książęce. Wojewoda chełmiński, zaufany króla, zapowiedział, że Jan III nie będzie tolerował zuchwałości elektora wobec ludności pruskiej. Te działania Sobieskiego określono mianem „polityki bałtyckiej”.
Dyplomaci brandenburscy rozpoczęli zdecydowaną kontrakcję. Działali między innymi w Wiedniu. Z łatwością dotarli do polskiej opozycji: do otoczenia królowej-wdowy po Michale Korybucie Wiśniowieckim, Eleonory Austriaczki. Także do Jana Leszczyńskiego, do Feliksa i Andrzeja Potockich, do Stefana Stanisława Czarnieckiego, a przede wszystkim do hetmana wielkiego litewskiego Michała Paca. Mimo to w 1675 roku, w Jaworowie, bez wiedzy szlachty, podpisano z Francją tajny traktat. Ludwik XIV zobowiązał się w nim do płacenia 200 000 talarów rocznie w całym okresie trwania wojny polsko-brandenburskiej począwszy od piętnastego dnia działań wojennych.
Oto przed Polską otwierały się nowe możliwości. Można było zakończyć szkodliwe wojny z Turcją, przenieść kierunek polityki z południa na północ i zachód, pomyśleć o odzyskaniu Śląska. Były to plany jak najbardziej realne, jednak okoliczności nie udało się przezwyciężyć. 
Pierwszą z nich była dotkliwa klęska Szwedów pod Fehrbellin z 1675 roku. Szwedzi, długo uważani za niezwyciężonych, zostali pokonani.
W Polsce, król Sobieski musiał wpierw zakończyć wojnę z Turcją − de facto sojuszniczką Francji − jeśli chciał zrealizować postanowienia traktatu jaworowskiego. Południowi sąsiedzi nie pragnęli jednak pokoju. Ich oddziały posuwały się w kierunku Lwowa. Król przygotował doskonałą obronę miasta, a 24 sierpnia odniósł świetne zwycięstwo w bitwie pod Wojniłowem nad liczącą 10 000 ludzi armią tatarską. Walki trwały jednak nadal. Turcy wycofali się za Dniestr w październiku. W zimie 1676 roku sejm koronacyjny uchwalił podatki na osiemdziesięciotysięczną armię. Udało się utworzyć wojsko liczące jedynie 20 000 ludzi.
Nareszcie Sobieski stanął w obozie warownym pod Żurawnem. Turcy próbowali sprowokować wojsko polskie do ataku, lecz po kilku nieudanych próbach przystąpili do oblężenia. Doszło do rokowań. Turcy nie godzili się w żaden sposób na zwrot Kamieńca, Podola i Ukrainy. 17 października 1676 roku podpisano rozejm, który miał być wstępem przed rokowaniami pokojowymi. Zdobycze wojenne pozostawały przy Turcji. W kwietniu 1678 roku pokój z Polską podpisał sułtan Mehmed IV. Powtórzono w nim warunki rozejmu żurawińskiego. W 1677 roku w Gdańsku zawarto ze Szwecją układ przeciwko Brandenburgii.

## Epilog
W 1683 roku wojska tureckie obległy Wiedeń. Sobieski pospieszył na ratunek, wikłając się w ostatnią wojnę z południowym sąsiadem. Powodem polskiej interwencji było przymierze między Wiedniem a Warszawą zawarte pierwszego kwietnia tego samego roku. Król, po pokonaniu Osmanów ruszył dalej i odniósł kolejne zwycięstwo pod Parkanami. To doprowadziło do zawarcia w 1684 roku tzw. Świętej Ligi (Polska, Austria, Wenecja, Państwo Kościelne) przeciw Turcji, co ostatecznie zażegnało jaworowskie plany Sobieskiego. Utracona została szansa zmniejszenia potęgi Brandenburgii, której wchłonięcie przez królestwo Prus dało mu środki potrzebne do zainicjowania rozbiorów Polski i Litwy.